# Liri Berisha
Liri Berisha z d. Rama (ur. 5 lipca 1948 w Tiranie) – albańska lekarka-pediatra, żona Salego Berishy.

## Życiorys
Córka Rexhepa i Very. Jej ojciec urodził się w Szkodrze, w rodzinie wywodzącej się z Kosowa.
Ukończyła studia medyczne w 1971 r. W 1984 rozpoczęła pracę jako lekarz-pediatra w przychodni mieszczącej się w Brraka, jednej z dzielnic Tirany. W latach 90. już jako żona prezydenta Albanii i pierwsza dama pracowała w Poliklinice nr 4 w Tiranie. Jest przewodniczącą Albańskiej Fundacji na rzecz Dzieci „Domenick Scaglione”.
Swojego przyszłego męża poznała w czasie studiów na Wydziale Medycznym Uniwersytetu w Tiranie. Jak stwierdziła w wywiadzie, zaimponował jej silnym charakterem i pracowitością. Związek małżeński zawarli 5 lipca 1971 r., pięć dni po ukończeniu studiów przez Liri. Mają dwoje dzieci: córkę Argitę (ur. 1972) i syna Shkelzena (ur. 1979) oraz sześcioro wnuków (Petrita, Dalila i Amla) i wnuczkę (Sara).